# Star Control II
Star Control II, The Ur-Quan Masters, är ett datorspel (2D) där man åker omkring i rymden och löser diverse problem}. Originalet programmerades av Toys for Bob (Fred Ford och Paul Reiche III) och gavs ut av Accolade år 1992 för PC.
Numera (sedan 2002) finns även en porterad version av detta spel kallat The Ur-Quan Masters. Den är baserad på en version av Star Control II för 3DO som blev tillgänglig som open source. Källkod och binärer finns tillgängliga för nedladdning från sc2.sourceforge.net